# Ulrich Sitzinger
Ulrich Sitzinger (* 11. April 1525 in Worms; † 31. Oktober 1574 in Sulzbach (Oberpfalz)) war ein deutscher Jurist, Politiker und Reformator.

## Leben und Werk

Bild der Familie des Ulrich Sitzinger (1. von links)

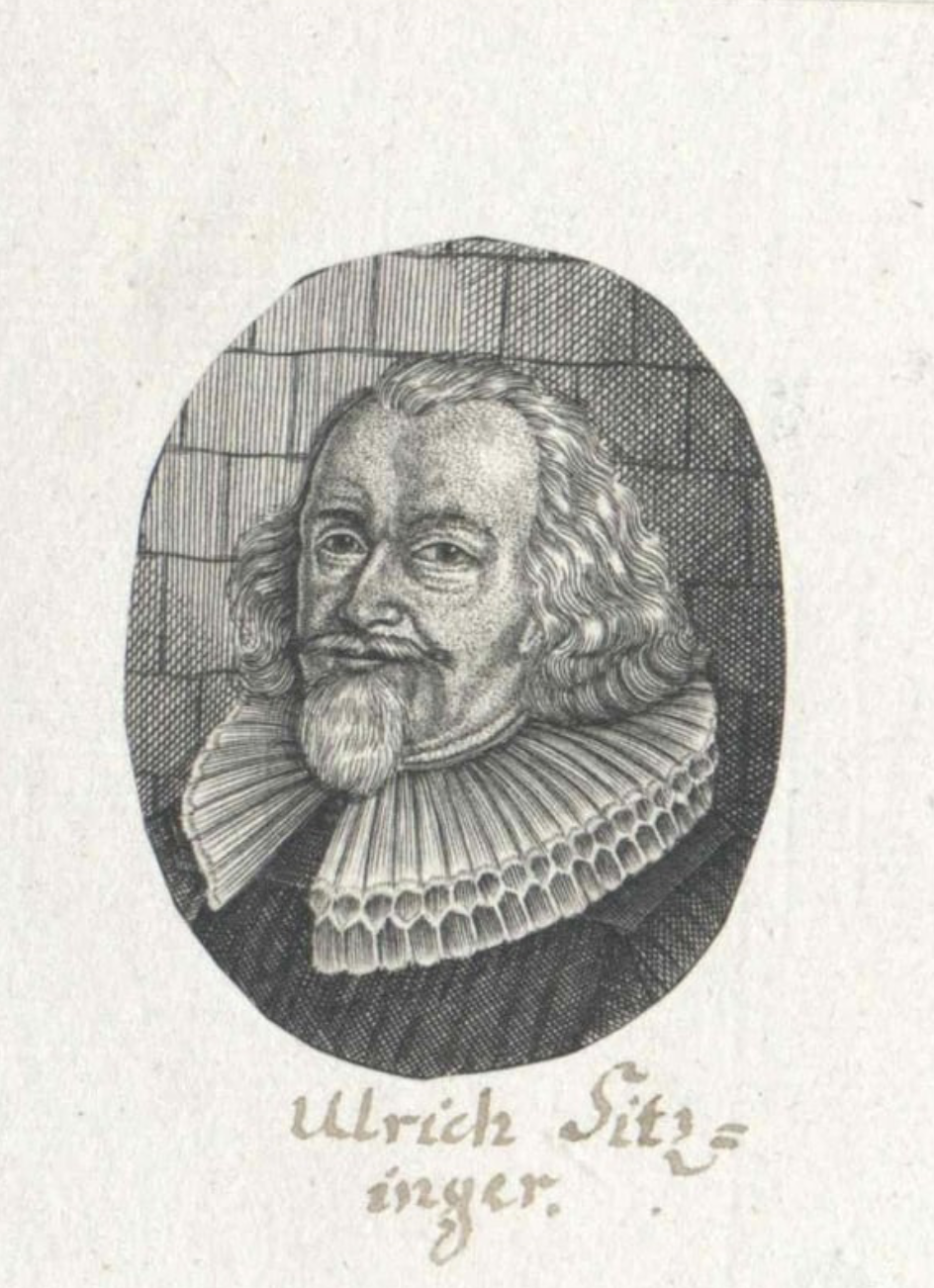
Portrait von Ulrich Sitzinger (Quelle: Öster. Nationalbibliothek, Portraitsammlung)

Ulrich Sitzinger war der Sohn des Wormser Priesters Ulrich Sitzinger d. Ä., der sich 1523 als einer der ersten Wormser Geistlichen verheiratete und damit einen Skandal und einen langwierigen Rechtsstreit auslöste. Während die Bürgerschaft und verschiedene Geistliche Sitzinger und damit der Reformation den Rücken stärkten (u. a. durch die Herausgabe einer Druckschrift mit dem Titel Eine getrewe vermanung eins liebhabers der Evangelischen warheyt an gemeyne pfaffheit, nit zu widderfechten den Ehelichen standt, so ein Erßamer Priester zu Wormbs (im von got im neüwen unnd Alten Testament zugelassen) an sich genommen hat. Worms 1523), versuchte Bischof Reinhard von Rüppurr ihn aus dem Amt zu drängen. Dies gelang ihm nicht, worauf er als Oberhirte zurücktrat.
Ulrich d. J. besuchte in Worms die Lateinschule und zeigte dabei so große Begabungen, dass ihn seine Eltern (zusammen mit seinem jüngeren Bruder Samuel) zum weiteren Unterricht nach Nürnberg zu Johannes Ketzmann und Veit Dietrich schickten. Von dort wechselte er 1544 zum Studium an die Universität Wittenberg, wo er u. a. auch bei Martin Luther und Philipp Melanchthon studierte, vor allem Philosophie, Geschichte, Astronomie und Theologie. 1548 erwarb er den Magistergrad und heiratete Melanchthons Nichte Anna (gest. 1567), die Tochter von Sebaldus Münsterer. Danach spezialisierte er sich auf ein Jura-Studium, hielt auch juristische Vorlesungen an der Universität und erwarb 1551 den Titel eines Dr. iur. utr. (Doktor beider Rechte, also weltliches (römisches) Recht und Kirchenrecht). Noch im selben Jahr kehrte er in seine Heimatstadt Worms zurück und ließ sich dort als Rechtsgelehrter nieder.
Schon 1551 berief ihn Herzog Wolfgang von Pfalz-Zweibrücken als Rat, 1555 machte er ihn zu seinem Kanzler. In dieser Funktion war er maßgeblich an der Einführung der Reformation in Pfalz-Zweibrücken beteiligt: 1556 verfasste er die Kirchenordnung für das Herzogtum, die bis ins 18. Jahrhundert mehrmals nachgedruckt und auch in anderen Fürstentümern eingeführt wurde. 1558 veranlasste er eine umfassende Visitation des Fürstentums und führte die Umwandlung der ehemaligen Klöster in höhere Schulen (etwa heutigen Gymnasien vergleichbar) durch. 1559 wurde er auch Kanzler für Pfalz-Neuburg.
Nach 1560 schien sein Stern in Zweibrücken allerdings zu sinken, was letztlich an der steigenden konfessionellen Spannung zwischen Lutheranern und Calvinisten in der benachbarten Kurpfalz lag: Während die Kurpfalz offen zum calvinistischen Lager überwechselte, steuerte Herzog Wolfgang einen strikt lutherischen Kurs. Dem konnte Sitzinger als Melanchthon-Schüler wahrscheinlich nicht zustimmen; zudem entpuppte sich der einst auf Sitzingers Empfehlung eingestellte Hauslehrer der Söhne Wolfgangs als heimlicher Calvinist. Sitzinger musste seinen Abschied als Kanzler nehmen und zog sich 1561 auf den Posten eines Landrichters in Sulzbach (Oberpfalz) zurück. Trotzdem war sein juristischer und politischer Sachverstand oft gefragt, und Herzog Wolfgang setzte ihn auch nach 1561 oft in diplomatischer Mission und als Gesandten ein.
In dieser Zeit war Sitzinger auch im Auftrag anderer Fürsten und Herren oft unterwegs, u. a. war er als Rat für Kaiser Maximilian II., für die Herzöge von Württemberg, die Grafen von Öttingen und die Reichsstädte Augsburg und Nürnberg unterwegs.
Sitzinger starb 1574 auf seinem Schloss Holnstein und wurde in der Kirche zu Sulzbach beigesetzt. Dort ließ ihm seine zweite Frau Helena ein prächtiges Grabmal errichten, auf dem eine biblische Szene zu sehen ist. Im Vordergrund sieht man Sitzinger, seinen einzigen Sohn Ulrich (1551–1587), seine beiden Frauen sowie die drei überlebenden Töchter.